# Ахо Хуеґбаджа
Ахо Хуеґбаджа (*д/н — 1685) — 3-й ахосу (володар) Дагомеї в 1645—1685 роках. Заклав основи бюрократичного апарату та державного устрою. Мав символи рибу та пастку для риб.

## Життєпис
Походив з династії Алладаксону. За різними відомостями, син або названий син чи небіж ахосу Дакодону. Його матір'ю була представниця племені гедеві. За іншою версією, походив з якогось вождіства на півдні, породичався з Дакодону та місцевою знаттю.
Після смерті Дакодону 1645 року успадкував або захопив трон. Продовжив політику підкорення навколишніх вождіств, першим вийшовши за межі плато Абомей.
Відомий, що видав перші закони (заборонив особисту помсту, оголосив себе верховним суддею з монополією на винесення смертної кари, наголосив, що земля й копальні належать ахосу), впровадив систему податків, систематизував управлінський апарат, призначивши посадовців (на кшталт міністрів). Намагався впровадити єдині релігійні свята та церемонії, де був уславилася його династія. Активно розбудовував палацовий комплекс в Абомеї. Внаслідок цього навіть вважається першим справжнім правителем Дагомеї. Також закріпив порядок спадкування трону, впровадивши посаду відашо (спадкоємця), а право успадкування за принципом першородства. Відашо повинен був отримати леопардове шрамування як ознаку свого статусу. за цим оселитися у палаці на околиці столиці, де чекати часу смерті правителя, після чого міг зайняти трон.
Ахо Хуеґбаджа через посередників встановив торгівельні відносини з європейцями, насамперед португальцями, в яких в обмін на рабів став купувати вогнепальну зброю.
Помер 1685 року. Йому спадкував старший син Хуесу Акаба.